# Antonio González-Zavala Peña
Antonio González-Zavala Peña (Gijón, Asturias, 30 de septiembre de 1965) es un diplomático español. En la actualidad, es enviado especial del Gobierno de España en Siria.
Anteriormente, ha sido embajador de España en la República de Guinea-Bissau (2021-2024) y embajador en Misión Especial para el Sahel (2024).

## Biografía
Nacido en Gijón, Principado de Asturias en 1965. Su padre, oriundo de Sariego, fue un reconocido cirujano-traumatólogo (beca O.M.S., Universidad de la Sorbona), y su madre pertenece a una histórica familia de Pola de Siero vinculada a la banca e industrialización del Principado.
Es licenciado en Derecho por la Universidad Complutense de Madrid y amplió estudios en materia de relaciones internacionales en la Faculté des Affaires Internationales de l'Université du Havre, en el Departamento de Ciencia Política y Relaciones Internacionales de la Universidad Autónoma de Madrid y en la Sociedad de Estudios Internacionales de Madrid.
Tras una trayectoria en la empresa privada, ingresó en la Carrera Diplomática en 2002.
Desde su ingreso, su carrera ha estado muy vinculada a la política de cooperación para el desarrollo. Ha desempeñado gran parte de su trabajo en los servicios centrales de la Agencia Española de Cooperación para el Desarrollo (AECID), donde fue Jefe de la Unidad de Apoyo de la Dirección de Cooperación con África y Asia y dirigió el Departamento de Cooperación con Mundo Árabe y Asia.
En el exterior, ha desempeñado los cargos de Cónsul General de España en Lagos (Nigeria) y en Quito (Ecuador), así como en Argel (en funciones) y en Jerusalén (en funciones). 
Ha sido Segunda Jefatura en las Embajadas de España en Afganistán, Irak, Libia y Senegal; y Consejero político de la Embajada de España en México.
Por aprobación del Consejo de Ministros, el día 24 de agosto de 2021 fue nombrado embajador del Reino de España en la República de Guinea-Bissau.
Mediante Real Decreto del Consejo de Ministros 575/2024, de 18 de junio, fue designado embajador en Misión Especial para el Sahel. Cesó en diciembre de 2024, tras ser nombrado enviado especial en Siria, con el objetivo de establecer los primeros contactos diplomáticos con el nuevo régimen.

## Distinciones
A lo largo de su trayectoria, ha sido condecorado con:
- Medalla OTAN no art.5 ISAF por servicios en Afganistán (2009).
- Cruz al Mérito Militar con distintivo blanco (23-06-2009).
- Cruz de Oficial (21-09-2009) y Encomienda (19-06-2017) Orden de Isabel la Católica.
- Encomienda de la orden del Mérito Civil (6-12-2013)
- Cruz Mérito Policial con distintivo Blanco (16-09-2024).
- Orden Nacional de Mérito, Cooperaçâo e Desenvolvimento, Guinea-Bissau (21-06-2024).